# Boxe (album)
Boxe è il terzo album del gruppo musicale italiano Diaframma, pubblicato il 7 maggio 1988.

## Tracce
Testi e musiche di Federico Fiumani.

### Edizione 1988
Lato A
1. Adoro guardarti – 2:52
2. Blu petrolio – 3:16
3. Dottoressa – 3:20
4. Boxe – 3:02
5. L'altra parte di me – 1:52

Durata totale: 14:22
Lato B
1. Godi amore – 3:22
2. Aspettando te – 3:00
3. Un temporale in campagna – 3:48
4. Marta – 3:22
5. Caldo – 2:41

Durata totale: 16:13
Tracce bonus CD 1999
1. Detective – 3:46
2. Liberami dal mare – 2:42
3. Epoca di sogno – 2:25
4. Stazione del nord – 3:25

Durata totale: 12:18

### Edizione 2006
CD
1. Adoro guardarti – 2:58
2. Blu petrolio – 2:14
3. Dottoressa – 3:22
4. Boxe – 3:06
5. L'altra parte di me – 1:46
6. Godi amore – 3:22
7. Aspettando te – 2:59
8. Un temporale in campagna – 3:41
9. Marta – 3:32
10. Caldo – 2:39
11. Detective (demo) – 3:46
12. Liberami dal mare (demo) – 2:42
13. Epoca di sogno (demo) – 2:25
14. Stazione del nord (demo) – 3:25
15. Un uomo, non un ragazzo (demo) – 3:42
16. Un giorno balordo (demo) – 2:40
17. Boxe (demo) – 3:32
18. Marta (demo) – 3:35
19. Caldo (demo) – 5:45

Durata totale: 61:11
DVD
1. Blu petrolio (Live, marzo 1987)
2. Boxe (Videoclip)
3. Caldo (Videoclip)
4. Gennaio (Videoclip)
5. Intervista a Federico Fiumani (Videomusic)
6. Tenax, riunione 24 febbraio 2002

## Formazione
- Miro Sassolini - voce
- Federico Fiumani - chitarra, cori; voce in "Caldo"
- Leandro Braccini - basso
- Renzo Franchi - batteria
- Massimo Buffetti – pianoforte in "Caldo"